# Deepak Chopra
Deepak Chopra (angol kiejtése: ˈdiːpɑːk_ˈtʃoʊprə; hindi kiejtése: d̪iːpək tʃoːpɽa; Újdelhi, Brit India, 1946. október 22.) indiai-amerikai szerző. A New Age mozgalom jelentős alakja, aki az alternatív gyógyászat egyik legismertebb és leggazdagabb alakjának számít. A kvantumgyógyítással kapcsolatos előadásait "tudományos kifejezésekkel tarkított értelmetlen rizsának" nevezték, amely "megőrjíti" azokat, akik valóban értenek a fizikához. Ötleteit és tanításait általában az áltudományok kategóriájába sorolják.
Ismertséget 1993-ban szerzett, miután meghívták a The Oprah Winfrey Show-ba, hogy interjút készítsenek vele a könyveivel kapcsolatban. 1996-ban alapította meg a "Chopra Jóléti Központot" (Chopra Center for Wellbeing).

## Élete
Újdelhiben született Krishan Lal Chopra (1919–2001) és Pushpa Chopra gyermekeként. Apai nagyapja őrmester volt a hadseregben, míg apja kardiológus. Testvére Sanjiv Chopra orvosprofesszor.
A St. Columba's Schoolban tanult, majd 1969-ben diplomázott az All India Institute of Medical Sciences tanulójaként. Először orvosként dolgozott India vidéki részein.

## Magánélete
Gyermekei Gotham Chopra és Mallika Chopra. Manhattanben él.

## Magyarul megjelent művei
- Tökéletes egészség. Az ájurvéda segítségével felszabadíthatjuk a szellem gyógyító erejét; ford. Mészáros Viktor, Schnell Endre; Édesvíz, Budapest, 1992
- Az élet hét törvénye. A teremtő gazdagság forrása; ford. Simonyi Béla; Édesvíz, Budapest, 1995
- Kortalan test, időtlen tudat. Van-e hatalom az öregedés felett? Lépések az örök ifjúság és a harmónia útján; ford. Déri Nóra, Simonyi Béla; Édesvíz, Budapest, 1996
- Merlin visszatér; ford. Kertész Balázs; Magyar Könyvklub, Budapest, 1997
- Merlin és Artúr király. A nagy mágus tanításai a Grálról és az alkímiáról; ford. Schanda Beáta; Édesvíz, Budapest, 1997
- Nyugalmas alvás. A jó alvás titka. Az álmatlanság leküzdésének teljes testi-lelki programja; ford. Dezsényi Katalin; Édesvíz, Budapest, 1997
- Határtalan életerő. Teljes testi-lelki program a krónikus fáradtság leküzdésére; ford. Endreffy Júlia; Édesvíz, Budapest, 1998 (A tökéletes egészség könyvtára)
- A varázsló mágiája. Húsz tanítás a vágyott élet megvalósítására; ford. Szűr-Szabó Katalin; Magyar Könyvklub, Budapest, 1999
- Tökéletes testsúly. Az eszményi súly elérésének és megtartásának programja; ford. Láng Zsuzsa Angéla; Édesvíz, Budapest, 1999 (A tökéletes egészség könyvtára)
- Megismerni Istent. A lélek útja a titkok titkának birodalmában; ford. Csáky Ida; Édesvíz, Budapest, 2001
- A fény urai; ford. Mácsainé Merényi Adrienn; Alexandra, Pécs, 2002
- A szeretet útja. A szerelem spirituális jelentősége; ford. Stern Gabriella; Édesvíz, Budapest, 2002
- Végzetes véletlen. Hogyan teremtsünk csodákat a véletlen egybeesések erejének segítségével?; ford. Pordán Ferenc; Édesvíz, Budapest, 2003
- Deepak Chopra–Martin Greenberg: Az angyal eljövetele; ford. Varga Ferenc; Alexandra, Pécs, 2003
- Deepak Chopra–David Simon: Fiatalodj és élj tovább! Az örök fiatalság és a hosszú élet titka; ford. Csáky Ida; Édesvíz, Budapest, 2003
- Szenvedélybetegségek. Önpusztító szokásaink elengedése; ford. Zsélyi Ferenc; Édesvíz, Budapest, 2004
- A bőség megteremtése; ford. Lovasi Gábor; Édesvíz, Budapest, 2004
- Deepak Chopra–David Simon–Leanne Backer: Rendhagyó szakácskönyv. Több mint 200 recepttel és a Chopra Center 30 napos étrendjével; ford. Csáky Ida; Édesvíz, Budapest, 2004
- Titkok könyve. Fedezd fel életed rejtett dimenzióit!; ford. Hegedűs Péter; Édesvíz, Budapest, 2005
- Deepak Chopra–David Simon: A jóga hét törvénye; ford. Kovács Ivett; Édesvíz, Budapest, 2005
- Kvantumgyógyítás. A test és az elme közötti egyensúly helyreállítása; ford. Lovasi Gábor; Édesvíz, Budapest, 2005
- A mágus útja. Tanítások a grálról és az alkímiáról; ford. Schanda Beáta; Édesvíz, Budapest, 2007
- A szeretet rád talált; ford. Ujhelyi Bálint; Édesvíz, Budapest, 2006
- Deepak Chopra–David Simon–Vicki Abrams: Az élet mágikus kezdete. Holisztikus útmutató a várandóssághoz és a gyermekszüléshez; ford. Görbe Angéla; Édesvíz, Budapest, 2006
- Mesteri útmutatás tanítványoknak; ford. Hegedűs Péter; Édesvíz, Budapest, 2006
- Buddha. Történet a megvilágosodásról; ford. Magyar László András; Édesvíz, Budapest, 2007
- A boldogság mint erőforrás; ford. Hegedűs Péter; Édesvíz, Budapest, 2007
- A harmadik Jézus; ford. Cziczelszky Judit; Édesvíz, Budapest, 2008
- Élet a halál után; ford. Ujhelyi Bálint; Édesvíz, Budapest, 2008
- Miért nevet Isten?. Az önfeledt boldogság és a szellemi optimizmus útja; ford. Cziczelszky Judit; Édesvíz, Budapest, 2009
- A boldogság receptje; ford. Hegedűs Péter; Édesvíz, Budapest, 2012
- Spirituális útmutatások, Kapcsolatok, személyiségfejlődés, siker, egészség; ford. Sziklai István; Libri, Budapest, 2015
- Buddha. Egy fiatalember útja a megvilágosodásig; ford. Magyar László András; Édesvíz, Budapest, 2019
- Ki kérdezi, hogy ki vagyok én? Eckhart Tolle és Deepak Chopra beszélgetése létünk transzcendens dimenziójáról. A beszélgetés teljes szövege; ford. Kernács Rebeka; Bioenergetic, Budapest, 2016 + DVD
- Teljes meditáció. Szeretetteljes, tudatos élet; ford. Szilágyi Eszter; Édesvíz, Budapest, 2021
- Titkok könyve. Az univerzum rajtad keresztül gondolkodik; ford. Hegedűs Péter; Édesvíz, Budapest, 2021
- A jóga hét törvénye. A test, az elme és a szellem egybefonódása; ford. Kovács Ivett; Édesvíz, Bp., 2022
- Élet a fényben. Jóga az önmegvalósításért; ford. Mohai Szilvia; Édesvíz, Bp., 2023